# Кожокна (Клуж)
Кожокна (рум. Cojocna) насеље је у Румунији у округу Клуж у општини Кожокна. Oпштина се налази на надморској висини од 326 m.

## Историја
Према државном шематизму православног клира Угарске 1846. године у месту Szamosfalva живело је 180 православних породица. Православни парох био је тада поп Георгије Продан.

## Становништво
Према подацима из 2002. године у насељу је живело 4376 становника.

### Попис2002.
| Расподела становништва по националности 2002.‍ | Расподела становништва по националности 2002.‍ | Расподела становништва по националности 2002.‍ | Расподела становништва по националности 2002.‍ | Расподела становништва по националности 2002.‍ |
| --------------------------------------------- | --------------------------------------------- | --------------------------------------------- | --------------------------------------------- | --------------------------------------------- |
|                                               |                                               |                                               |                                               |                                               |
| Румуни                                        | Румуни                                        |                                               | 2.634                                         | 60,2%                                         |
| Мађари                                        | Мађари                                        |                                               | 887                                           | 20,3%                                         |
| Роми                                          | Роми                                          |                                               | 855                                           | 19,5%                                         |

### Хронологија
| Година       | 1992 | 1993 | 1994 | 1995 | 1996 | 1997 | 1998 | 1999 | 2000 | 2001 | 2002 | 2003 | 2004 | 2005 | 2006 | 2007 | 2008 | 2009 | 2010 | 2011 | 2012 | 2013 | 2014 | 2015 | 2016 | 2017 |
| ------------ | ---- | ---- | ---- | ---- | ---- | ---- | ---- | ---- | ---- | ---- | ---- | ---- | ---- | ---- | ---- | ---- | ---- | ---- | ---- | ---- | ---- | ---- | ---- | ---- | ---- | ---- |
| Становништво | 4924 | 4816 | 4710 | 4599 | 4564 | 4516 | 4463 | 4416 | 4418 | 4395 | 4359 | 4326 | 4322 | 4280 | 4271 | 4276 | 4278 | 4259 | 4231 | 4190 | 4170 | 4192 | 4203 | 4193 | 4215 | 4217 |